# Kanchō

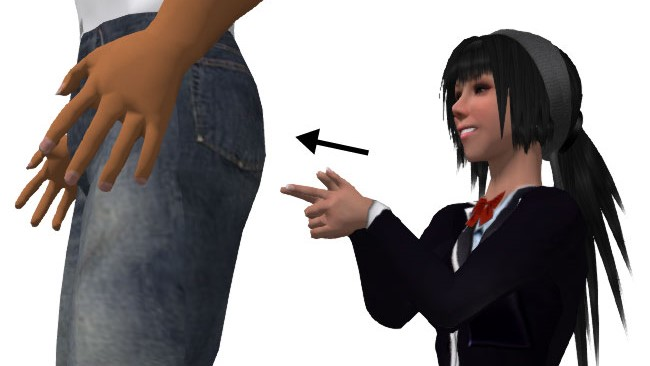
Symulacja kancho

Kanchō (jap. カンチョー) – zabawa w Japonii polegająca na złożeniu dłoni przy jednoczesnym wyprostowaniu palców wskazujących i gwałtownym wsunięciu ich w okolice odbytu osoby będącej obiektem żartu. Dowcip ma na celu zaskoczenie niczego nie spodziewającej się ofiary. Często zabawie towarzyszy okrzyk "Kan-CHO!".

## Etymologia
Nazwa zabawy jest slangową adaptacją japońskiego słowa 浣腸 (jap. kanchō) oznaczającego lewatywę. W praktyce słowo oznaczające zabawę jest zapisywane katakaną, a słowo oznaczające lewatywę jest zapisywane przy użyciu kanji.

## Popularność
Zabawa jest w znacznym stopniu rozpowszechniona w Japonii, zwłaszcza wśród dzieci. 
Zabawa występuje również w innych azjatyckich krajach. W Korei Południowej znana jest pod nazwą ttong chim, a na Filipinach nazywana jest katsibong, bembong, bombet, jempot lub pidyok (słowa te pochodzą od filipińskiego tumbong oznaczającego odbyt). Jednak w niektórych krajach kanchō jest nielegalne i traktowane jako molestowanie seksualne lub napaść na tle seksualnym.
W lutym 2006 w programie Nanmon Kaiketsu, emitowanym przez japońską stację NHK TV, zasugerowano, że pobłażliwość wobec kanchō może być przyczyną rozpowszechnionego molestowania seksualnego w japońskich środkach publicznego transportu.